# Constant Dulau
Constant Dulau est un homme politique français né le 26 juillet 1857 à Castelnau-Chalosse (Landes) et décédé le 25 avril 1911 à Castelnau-Chalosse.

## Biographie
Docteur en droit, il est procureur à Béthune en 1885, puis à Saint-Omer en 1891. Maire de Castenau-Chalosse, il est député des Landes de 1891 à 1911, siégeant au groupe de la Gauche démocratique. Il est secrétaire de la Chambre de 1894 à 1896.

## Sources
- « Constant Dulau », dans le Dictionnaire des parlementaires français (1889-1940), sous la direction de Jean Jolly, PUF, 1960 [détail de l’édition]